# Felder Peak
Felder Peak är en bergstopp i Antarktis. Den ligger i Östantarktis. Australien gör anspråk på området. Toppen på Felder Peak är 1 926 meter över havet, eller 260 meter över den omgivande terrängen. Bredden vid basen är 4,4 km.
Terrängen runt Felder Peak är varierad. Trakten är obefolkad. Det finns inga samhällen i närheten.